# Отте, Генрих
Генрих Отте (нем. Heinrich Otte; 24 марта 1808 , Берлин — 12 августа 1890, Мерзебург) — немецкий историк искусства, археолог, протестантский проповедник. Основатель и выдающийся представитель церковной археологии немецкого средневековья. Доктор богословия и философии. Почётный доктор Галле-Виттенбергского и Берлинского университетов.

## Биография
Изучал богословие в Берлинском университете. Ученик и последователь Фридриха Шлейермахера.
С 1834 по 1878 служил пастором евангелической церкви близ Ютербога.
Изучал церковные древности Германии. В 1856—1860 годах, совместно с Александром Фердинандом фон Квастом, издавал журнал: «Zeitschrift für christliche Archäologie und Kunst».
Автор нескольких важных художественно-археологических сочинений:
- «Kurzer Abriß einer kirchlichen Kunst-Archäologie des Mittelalters mit besonderer Beziehung auf die Kgl. Preuß. Prov. Sachsen», Nordhausen, 1842
- «Handbuch der kirchlichen Kunstarchäologie des deutschen Mittelalters» (2 изд., 1883—85),
- «Glockenkunde» (2 изд., Лпц., 1884),
- «Archäologischer Katechismus» (2 изд., Лейпциг, 1873),
- «Geschichte der romantischen Baukunst in Deutschland» (2 изд., Лейпциг, 1885) и др.

## Источник
- Отте, Генрих // Энциклопедический словарь Брокгауза и Ефрона : в 86 т. (82 т. и 4 доп.). — СПб., 1890—1907.
- Heinrich Otte (Schultze)